# One Piece Gold
One Piece Gold (ワンピース フィルム ゴールド, Wan Pīsu Firumu: Gorudo) és la tretzena pel·lícula de One Piece, basada en el manga homònim d'Eiichirō Oda. És un dels productes cinematogràfics amb més èxit de Toei Animation a escala internacional i japonès, superant la seva predecessora, One Piece Film: Z (2012). Està dirigida per Hiroaki Miyamoto i escrita per Tsutomu Kuroiwa. Va ser anunciada per primer cop després de l'especial "Episode of Sabo" el 22 d'agost de 2015, i la seva data d'estrena al Japó va ser el 23 de juliol de 2016. Es va confirmar la seva llicència en Europa, cosa que va fer augmentar la seva estrena en 33 països. La versió doblada al català es va estrenar el 4 de novembre de 2016. També es va estrenar en altres països com França, Alemanya, Itàlia, els Estats Units, Canadà, Singapur, Xina, Corea del Sud i Mèxic.

## Trama
La pel·lícula tracta sobre un vaixell de 10 quilòmetres, considerat pel Govern Mundial com una nació independent, que alberga la ciutat d'entreteniment més gran del món governada per Gild Tesoro, posseïdor de la fruita Goru Goru no Mi (Fruita Or Or), que li proporciona habilitats relacionades amb l'or. La banda del Barret de Palla és convidada a aquest vaixell per a divertir-se, però s'acaben torçant les coses...

## Personatges i doblatge
| Personatge        | Doblatge japonès                        | Doblatge català   |
| ----------------- | --------------------------------------- | ----------------- |
| Monkey D. Ruffy   | Mayumi Tanaka                           | Carlos Lladó      |
| Roronoa Zoro      | Kazuya Nakai                            | Marc Zanni        |
| Nami              | Akemi Okamura                           | Elisabet Bargalló |
| Usopp             | Kappei Yamaguchi                        | Miquel Bonet      |
| Sanji             | Hiroaki Hirata                          | Josep Maria Mas   |
| Tony Tony Chopper | Ikue Ōtani                              | Neus Sendra       |
| Nico Robin        | Yuriko Yamaguchi                        | Montse Puga       |
| Franky            | Kazuki Yao                              | Antoni Forteza    |
| Brook             | Chō                                     | Xavier Cassan     |
| Gild Tesoro       | Kazuhiro Yamaji Takahiro Sakurai (Jove) | Ramón Canals      |
| Carina            | Hikari Mitsushima                       | Elisa Beuter      |
| Tanaka            | Gaku Hamada                             | Joan Pera         |
| Baccarat          | Nanao                                   | Marta Barbará     |
| Raise Max         | Kin'ya Kitaōji                          | Domènech Farell   |
| Rikka             | Chika Sakamoto                          | Núria Trifol      |
| Sabo              | Tōru Furuya                             |                   |
| Koala             | Satsuki Yukino                          | Marta Moreno      |
| Akainu            | Fumihiko Tachiki                        |                   |
| Rob Lucci         | Tomokazu Seki                           |                   |
| Spandam           | Masaya Onosaka                          | Iván Cánovas      |
| Alba              | Nanase Nishino                          |                   |
| Bit               | Ayaka Miyoshi                           |                   |
| Camael            | Masakazu Mimura                         |                   |
| Curve             | Ryō Narita                              |                   |
| Dice              | Kendo Kobayashi                         |                   |
| Stella            | Gi Ryoko                                |                   |
| Double Down       | Naoto Takenaka                          |                   |
| Jimmy Myers       | Korokke                                 |                   |
| Kent Beef Jr.     | Arata Furuta                            |                   |
| Kiruko            | Arisa Sato                              |                   |
| Long Long         | Wataru Takagi                           |                   |
| Morkin            | Nadal                                   |                   |
| Pork              | Arata Furuta                            |                   |
| Repre             | Rena Takeda                             |                   |
| Whitejack         | Naoto Takenaka                          |                   |
| Mad Treasure      | Shun Oguri                              |                   |